# ウルムチ国際機場捷運
ウルムチ国際機場捷運（ウルムチこくさいきじょうしょううん、中文表記: 乌鲁木齐国际机场捷运）は、中華人民共和国新疆ウイグル自治区ウルムチ市新市区の国際機場駅から国際機場北駅までを結ぶウルムチ地下鉄の地下鉄路線。

## 概要
ウルムチ天山国際空港の第1,2,3ターミナルが拡張改築工事により一時閉鎖された代替として第4ターミナルが供用開始した。このターミナルが元の空港から離れていたことにより、元々同空港の最寄り駅であった国際機場駅からの直接の連絡ができなくなったことで、当路線は新たな空港連絡鉄道の役割を担う目的で開業した。
この路線は本来ウルムチ地下鉄2号線の一部として計画された路線の一部が先行開業した物であり、将来的には2号線との一体運行がなされる予定となっている。

### 路線データ
- 路線距離：6.08km(うち営業区間は3.89km)[1]
- 軌間：1435mm
- 駅数：2駅（起終点駅含む）
- 複線区間：全線
- 電化区間：全線
- 最高速度: 80km/h
- 走行方向：右側通行

## 沿革
- 2025年4月17日 - 開業[3]。

## 車両
- 1号線と同様の中国中車製の車両(A車)を使用している。

## 駅一覧
- 国際機場東駅は現在旅客営業が行われておらず、車両の引き上げ線としてのみ利用されている。

| 駅名         | 駅名                       | 駅名         | 駅名                        | 駅間 キロ (km) | 累計 キロ (km) | 接続路線・備考         | 所在地                        | 所在地 |
| 日本語       | ウイグル語                 | 簡体字中国語 | 英語                        | 駅間 キロ (km) | 累計 キロ (km) | 接続路線・備考         | 所在地                        | 所在地 |
| ------------ | -------------------------- | ------------ | --------------------------- | -------------- | -------------- | ---------------------- | ----------------------------- | ------ |
| 国際機場駅   | خەلقئارا ئايروپورت         | 国际机场站   | International Airport       | -              | 0.00           | ウルムチ地下鉄：■1号線 | 新疆ウイグル自治区 ウルムチ市 | 新市区 |
| 国際機場北駅 | خەلقئارا ئايروپورت شىمالىي | 国际机场北站 | North International Airport | 3.89           | 3.89           |                        | 新疆ウイグル自治区 ウルムチ市 | 新市区 |
| 国際機場東駅 | خەلقئارا ئايروپورت شەرقىي  | 国际机场东站 | East International Airport  | 5.33           | 1.43           |                        | 新疆ウイグル自治区 ウルムチ市 | 新市区 |